# Olympische Winterspiele 1998/Teilnehmer (Japan)
| Gelbes Symbol für Goldmedaillen mit stilisierten Olympischen Ringen | Graues Symbol für Silbermedaillen mit stilisierten Olympischen Ringen | Braundes Symbol für Bronzemedaillen mit stilisierten Olympischen Ringen |
| ------------------------------------------------------------------- | --------------------------------------------------------------------- | ----------------------------------------------------------------------- |
| 5                                                                   | 1                                                                     | 4                                                                       |

Japan nahm an den Olympischen Winterspielen 1998 im heimischen Nagano mit einer Delegation von 156 Athleten in allen 14 Disziplinen teil, davon 92 Männer und 64 Frauen. Mit fünf Goldmedaillen, einer Silbermedaille und vier Bronzemedaillen erreichte der Gastgeber Rang sieben im Medaillenspiegel. Erfolgreichster japanischer Teilnehmer war der Skispringer Kazuyoshi Funaki, der auf der Großschanze und mit der Mannschaft Olympiasieger wurde. Auf der Normalschanze gewann er zudem Silber.
Fahnenträger bei der Eröffnungsfeier war der Eisschnellläufer Hiroyasu Shimizu.

## Teilnehmer nach Sportarten

### Biathlon
| Athleten                                                | Wettbewerbe        | Zeit        | Fehler           | Rang |
| ------------------------------------------------------- | ------------------ | ----------- | ---------------- | ---- |
| Frauen                                                  |                    |             |                  |      |
| Mami Honma                                              | 15 km Einzel       | 59:59,3 min | 4                | 29   |
| Hiromi Seino                                            | 7,5 km Sprint      | 26:13,5 min | 4                | 53   |
| Hiromi Seino                                            | 15 km Einzel       | 1:01:21,9 h | 7                | 37   |
| Ryōko Takahashi                                         | 7,5 km Sprint      | 26:34,2 min | 5                | 55   |
| Ryōko Takahashi                                         | 15 km Einzel       | 56:17,4 min | 3                | 6    |
| Mie Takeda                                              | 7,5 km Sprint      | 28:10,1     | 6                | 61   |
| Mami Honma Hiromi Seino Mie Takeda Ryōko Takahashi      | 4 × 7,5 km Staffel | 1:46:23,0 h | 1 + 15 Nachlader | 14   |
| Männer                                                  |                    |             |                  |      |
| Atsushi Kazama                                          | 10 km Sprint       | 31:41,2 min | 6                | 61   |
| Atsushi Kazama                                          | 20 km Einzel       | 1:02:23,5 h | 4                | 45   |
| Hironao Meguro                                          | 20 km Einzel       | 1:00:38,2 h | 2                | 28   |
| Shūichi Sekiya                                          | 10 km Sprint       | 30:33,4 min | 3                | 43   |
| Kyōji Suga                                              | 10 km Sprint       | 29:19,4 min | 2                | 18   |
| Kyōji Suga                                              | 20 km Einzel       | 59:15,6 min | 2                | 14   |
| Kyōji Suga Hironao Meguro Shūichi Sekiya Atsushi Kazama | 4 × 7,5 km Staffel | 1:27:55,7 h | 4 + 18 Nachlader | 15   |

### Bob
| Athleten                                                   | Wettbewerb | Lauf 1  | Lauf 1 | Lauf 2  | Lauf 2 | Lauf 3  | Lauf 3 | Lauf 4  | Lauf 4 | Gesamt      | Gesamt |
| Athleten                                                   | Wettbewerb | Zeit    | Rang   | Zeit    | Rang   | Zeit    | Rang   | Zeit    | Rang   | Zeit        | Rang   |
| ---------------------------------------------------------- | ---------- | ------- | ------ | ------- | ------ | ------- | ------ | ------- | ------ | ----------- | ------ |
| Männer                                                     |            |         |        |         |        |         |        |         |        |             |        |
| Hiroshi Suzuki Masanori Inoue                              | Zweierbob  | 55,47 s | 20     | 55,10 s | 16     | 55,19 s | 19     | 55,04 s | 19     | 3:40,80 min | 19     |
| Naomi Takewaki Hiroaki Ohishi                              | Zweierbob  | 55,31 s | 17     | 55,24 s | 20     | 55,20 s | 20     | 54,96 s | 16     | 3:40,71 min | 17     |
| Naomi Takewaki Hiroaki Ohishi Takashi Ohori Masanori Inoue | Viererbob  | 53,73 s | 14     | 53,87 s | 18     | 53,95 s | 15     | –       | –      | 2:41,55 min | 15     |
| Toshio Wakita Yasuo Nakamura Toshiya Onoda Shinji Aoto     | Viererbob  | 54,02 s | 19     | 53,66 s | 11     | 54,28 s | 16     | –       | –      | 2:41,96 min | 16     |

### Curling
| Wettbewerb  | Männer | Frauen |
| ----------- | --- | --- |
| Spieler     | Hirofumi Kudō Hisaaki Nakamine Yoshiyuki Ōmiya Hiroshi Satō Makoto Tsuruga (Skip)                          | Akiko Katō Yukari Kondō Yōko Mimura Akemi Niwa Mayumi Ōkutsu (Skip)                                           |
| Vorrunde    | Kanada 4:7 Schweden 6:5 Schweiz 3:5 Norwegen 3:5 Großbritannien 5:9 Vereinigte Staaten 8:6 Deutschland 7:5 | Großbritannien 5:9 Deutschland 9:2 Kanada 4:7 Schweden 6:12 Norwegen 8:4 Dänemark 4:6 Vereinigte Staaten 2:10 |
| Tiebreaker  | Vereinigte Staaten 4:5                                                                                     | – |
| Halbfinale  | – | – |
| Finale      | – | – |
| Platzierung | 5. | 5. |

### Eishockey
| Wettbewerb        | Männer | Frauen |
| ----------------- | --- | --- |
| Spieler           | Dusty Imoo Shichi Iwasaki Jirō Nihei Takeshi Yamanaka Takayuki Kobori Hiroyuki Miura Tatsuki Katayama Yutaka Kawaguchi Takayuki Miura Atsuo Kudō Shin Yahata Fujita Kiyoshi Matthew Kabayama Akihito Sugisawa Ryan Kuwabara Kunihiko Sakurai Toshiyuki Sakai Tsutsumi Ōtomo Yūji Iga Chris Yule Steven Tsujiura Hiroshi Matsuura Makoto Kawahira | Miharu Araki Shiho Fujiwara Akiko Hatanaka Mitsuko Igarashi Yokō Kondō Akiko Naka Maiko Obikawa Yuka Oda Yukari Ohno Chie Sakuma Ayumi Satō Masako Satō Rie Satō Satomi Ōno Yuiko Satomi Aki Sudo Yuki Togawa Aki Tsuchida Haruka Watanabe Naho Yoshimi |
| Trainer           | | Wally Kozak |
| Vorrunde          | Deutschland 1:3 (0:0, 0:1, 1:2) Frankreich 2:5 (2:1, 0:1, 0:3) Belarus 2:2 (1:1, 1:1, 0:0) | Kanada 0:13 (0:3, 0:6, 0:4) Finnland 1:11 (0:2, 0:3, 1:6) Volksrepublik China 1:6 (0:0, 0:3, 1:3) Vereinigte Staaten 0:10 (0:5, 0:2, 0:3) Schweden 0:5 (0:2, 0:2, 0:1)                                                                                  |
| Zwischenrunde     | ausgeschieden | ausgeschieden |
| Viertelfinale     | ausgeschieden | ausgeschieden |
| Halbfinale        | ausgeschieden | ausgeschieden |
| Finale            | ausgeschieden | ausgeschieden |
| Spiel um Platz 13 | Österreich 4:3 n. P. (1:2, 1:0, 1:1, 0:0, 1:0) | ausgeschieden |
| Platzierung       | 13. | 6. |

### Eiskunstlauf
| Athleten                 | Wettbewerbe | Kurzprogramm | Pflichttanz | Originaltanz | Kür/Kürtanz | Gesamt    | Gesamt |
| Athleten                 | Wettbewerbe | Rang         | Rang        | Rang         | Rang        | Bewertung | Rang   |
| ------------------------ | ----------- | ------------ | ----------- | ------------ | ----------- | --------- | ------ |
| Männer                   |             |              |             |              |             |           |        |
| Takeshi Honda            | Einzel      | 18           | –           | –            | 12          | 21,0      | 15     |
| Yamato Tamura            | Einzel      | 15           | –           | –            | 17          | 24,5      | 17     |
| Frauen                   |             |              |             |              |             |           |        |
| Shizuka Arakawa          | Einzel      | 14           | –           | –            | 14          | 21,0      | 13     |
| Mixed                    |             |              |             |              |             |           |        |
| Aya Kawai Hiroshi Tanaka | Eistanz     | –            | 22          | 23           | 23          | 45,6      | 23     |
| Marie Arai Shin Amano    | Paarlauf    | 20           | –           | –            | 20          | 30,0      | 20     |

### Eisschnelllauf
| Athleten          | Wettbewerbe | Lauf 1  | Lauf 1 | Lauf 2  | Lauf 2 | Gesamt       | Gesamt |
| Athleten          | Wettbewerbe | Zeit    | Rang   | Zeit    | Rang   | Zeit         | Rang   |
| ----------------- | ----------- | ------- | ------ | ------- | ------ | ------------ | ------ |
| Frauen            |             |         |        |         |        |              |        |
| Shiho Kusunose    | 500 m       | 39,56 s | 14     | 39,24 s | 8      | 1:18,80 min  | 12     |
| Shiho Kusunose    | 1000 m      | –       | –      | –       | –      | 1:18,82 min  | 11     |
| Shiho Kusunose    | 1500 m      | –       | –      | –       | –      | 2:04,38 min  | 22     |
| Noriko Munekata   | 3000 m      | –       | –      | –       | –      | 4:20,72 min  | 18     |
| Nami Nemoto       | 5000 m      | –       | –      | –       | –      | 7:36,77 min  | 15     |
| Chiharu Nozaki    | 1500 m      | –       | –      | –       | –      | 2:02,78 min  | 15     |
| Chiharu Nozaki    | 3000 m      | –       | –      | –       | –      | 4:19,60 min  | 17     |
| Tomomi Okazaki    | 500 m       | 38,55 s | 3      | 38,55 s | 3      | 1:17,10 min  | Bronze |
| Tomomi Okazaki    | 1000 m      | –       | –      | –       | –      | 1:18,27 min  | 7      |
| Eriko Sanmiya     | 500 m       | 39,25 s | 12     | 39,31 s | 9      | 1:18,56 min  | 11     |
| Eriko Sanmiya     | 1000 m      | –       | –      | –       | –      | 1:18,36 min  | 8      |
| Kyoko Shimazaki   | 500 m       | 38,75 s | 4      | 38,93 s | 5      | 1:17,68 min  | 5      |
| Kyoko Shimazaki   | 1000 m      | –       | –      | –       | –      | 1:20,49 min  | 22     |
| Aki Tonoike       | 1500 m      | –       | –      | –       | –      | 2:02,84 min  | 16     |
| Mie Uehara        | 1500 m      | –       | –      | –       | –      | 2:03,37 min  | 21     |
| Mie Uehara        | 3000 m      | –       | –      | –       | –      | 4:17,92 min  | 14     |
| Mie Uehara        | 5000 m      | –       | –      | –       | –      | 7:21,72 min  | 11     |
| Männer            |             |         |        |         |        |              |        |
| Tōru Aoyanagi     | 1500 m      | –       | –      | –       | –      | 1:50,68 min  | 8      |
| Manabu Horii      | 500 m       | 36,37 s | 12     | 36,41 s | 15     | 1:12,78 min  | 13     |
| Manabu Horii      | 1000 m      | –       | –      | –       | –      | 1:12,40 min  | 17     |
| Yūsuke Imai       | 1000 m      | –       | –      | –       | –      | 1:11,96 min  | 11     |
| Yūsuke Imai       | 1500 m      | –       | –      | –       | –      | 1:51,70 min  | 16     |
| Toshiyuki Kuroiwa | 500 m       | 36,37 s | 12     | 36,60 s | 24     | 1:12,97 min  | 16     |
| Hiroyuki Noake    | 1000 m      | –       | –      | –       | –      | 1:12,68 min  | 25     |
| Hiroyuki Noake    | 1500 m      | –       | –      | –       | –      | 1:50,49 min  | 7      |
| Hiroyuki Noake    | 5000 m      | –       | –      | –       | –      | 6:51,35 min  | 25     |
| Takahiro Nozaki   | 5000 m      | –       | –      | –       | –      | 6:42,30 min  | 17     |
| Hiroyasu Shimizu  | 500 m       | 35,76 s | 1      | 35,59 s | 1      | 1:11,35 min  | Gold   |
| Hiroyasu Shimizu  | 1000 m      | –       | –      | –       | –      | 1:11,00 min  | Bronze |
| Keiji Shirahata   | 1500 m      | –       | –      | –       | –      | 1:52,23 min  | 21     |
| Keiji Shirahata   | 5000 m      | –       | –      | –       | –      | 6:36,71 min  | 7      |
| Keiji Shirahata   | 10.000 m    | –       | –      | –       | –      | 13:57,45 min | 14     |
| Hiroaki Yamakage  | 500 m       | 36,61 s | 19     | 36,30 s | 10     | 1:12,91 min  | 15     |

### Freestyle-Skiing
| Athleten          | Wettbewerbe | Qualifikation | Qualifikation | Finale             | Finale             |
| Athleten          | Wettbewerbe | Punkte        | Rang          | Punkte             | Rang               |
| ----------------- | ----------- | ------------- | ------------- | ------------------ | ------------------ |
| Frauen            |             |               |               |                    |                    |
| Tae Satoya        | Buckelpiste | 22,29         | 11            | 25,06              | Gold               |
| Aiko Uemura       | Buckelpiste | 21,82         | 13            | 23,79              | 7                  |
| Männer            |             |               |               |                    |                    |
| Kazuaki Andō      | Springen    | 135,12        | 23            | Nicht qualifiziert | Nicht qualifiziert |
| Daigo Hara        | Buckelpiste | 24,04         | 16            | 12,13              | 15                 |
| Gōta Miura        | Buckelpiste | 24,14         | 15            | 23,06              | 13                 |
| Takehiro Sakamoto | Buckelpiste | 8,68          | 30            | Nicht qualifiziert | Nicht qualifiziert |
| Yugo Tsukita      | Buckelpiste | 23,81         | 18            | Nicht qualifiziert | Nicht qualifiziert |

### Nordische Kombination
| Athleten                                               | Wettbewerb           | Skispringen  | Skispringen  | Skispringen  | Skispringen  | Skispringen  | Skispringen  | Skispringen | Skispringen | Langlauf | Langlauf | Gesamt  | Rang |
| Athleten                                               | Wettbewerb           | 1. Durchgang | 1. Durchgang | 1. Durchgang | 2. Durchgang | 2. Durchgang | 2. Durchgang | Gesamt      | Gesamt      | Zeit     | Rang     | Gesamt  | Rang |
| Athleten                                               | Wettbewerb           | Weite        | Punkte       | Rang         | Weite        | Punkte       | Rang         | Punkte      | Rang        | Zeit     | Rang     | Gesamt  | Rang |
| ------------------------------------------------------ | -------------------- | ------------ | ------------ | ------------ | ------------ | ------------ | ------------ | ----------- | ----------- | -------- | -------- | ------- | ---- |
| Männer                                                 |                      |              |              |              |              |              |              |             |             |          |          |         |      |
| Junichi Kogawa                                         | Einzel Normalschanze | 87,0 m       | 112,0        | 6            | 91,0 m       | 120,0        | 4            | 232,0       | 4           | 44:42,8  | 42       | 45:36,8 | 23   |
| Satoshi Mori                                           | Einzel Normalschanze | 85,0 m       | 105,5        | 18           | 78,0 m       | 89,5         | 41           | 195,0       | 34          | 43:53,0  | 37       | 48:29,0 | 38   |
| Kenji Ogiwara                                          | Einzel Normalschanze | 85,5 m       | 107,5        | 15           | 90,0 m       | 118,5        | 6            | 226,0       | 9           | 41:12,2  | 13       | 42:42,4 | 4    |
| Tsugiharu Ogiwara                                      | Einzel Normalschanze | 87,5 m       | 112,5        | 4            | 91,5 m       | 120,0        | 4            | 232,5       | 3           | 41:55,4  | 23       | 42:46,4 | 6    |
| Tsugiharu Ogiwara Satoshi Mori Gen Tomii Kenji Ogiwara | Teamwettbewerb       | 356,5 m      | 459,5        | 2            | 344,5 m      | 433,5        | 5            | 893,0       | 5           | 55:57,8  | 7        | 56:18,8 | 5    |

### Rennrodeln
| Athlet                       | Wettbewerb   | Lauf 1   | Lauf 1 | Lauf 2   | Lauf 2 | Lauf 3   | Lauf 3 | Lauf 4   | Lauf 4 | Gesamt       | Gesamt |
| Athlet                       | Wettbewerb   | Zeit     | Rang   | Zeit     | Rang   | Zeit     | Rang   | Zeit     | Rang   | Zeit         | Rang   |
| ---------------------------- | ------------ | -------- | ------ | -------- | ------ | -------- | ------ | -------- | ------ | ------------ | ------ |
| Frauen                       |              |          |        |          |        |          |        |          |        |              |        |
| Yumie Kobayashi              | Einsitzer    | 52,829 s | 23     | 53,025 s | 26     | 52,198 s | 22     | 52,718 s | 26     | 3:30,770 min | 25     |
| Eriko Yamada                 | Einsitzer    | 53,494 s | 26     | 53,015 s | 25     | 51,595 s | 14     | 51,319 s | 15     | 3:29,423 min | 21     |
| Shino Yanagisawa             | Einsitzer    | 52,762 s | 22     | 52,706 s | 24     | 52,243 s | 24     | 52,123 s | 23     | 3:29,834 min | 23     |
| Männer                       |              |          |        |          |        |          |        |          |        |              |        |
| Shigeaki Ushijima            | Einsitzer    | 50,747 s | 20     | 50,405 s | 17     | 50,716 s | 19     | 50,435 s | 15     | 3:22,303 min | 16     |
| Atsushi Sasaki Kei Takahashi | Doppelsitzer | 51,541 s | 13     | 51,835 s | 14     | –        | –      | –        | –      | 1:43,376 min | 14     |

### Shorttrack
| Athleten                                                  | Wettbewerbe    | Vorlauf      | Vorlauf | Viertelfinale | Viertelfinale | Halbfinale    | Halbfinale    | Finale                 | Finale        | Rang   |
| Athleten                                                  | Wettbewerbe    | Zeit         | Rang    | Zeit          | Rang          | Zeit          | Rang          | Zeit                   | Rang          | Rang   |
| --------------------------------------------------------- | -------------- | ------------ | ------- | ------------- | ------------- | ------------- | ------------- | ---------------------- | ------------- | ------ |
| Frauen                                                    |                |              |         |               |               |               |               |                        |               |        |
| Sachi Ozawa                                               | 1000 m         | 1:35,275 min | 2       | 1:37,493 min  | 3             | ausgeschieden | ausgeschieden | ausgeschieden          | ausgeschieden | 10     |
| Chikage Tanaka                                            | 500 m          | 46,786 s     | 1       | 56,789 s      | 3             | 46,497 s      | 5             | ausgeschieden          | ausgeschieden | 9      |
| Chikage Tanaka                                            | 1000 m         | 1:39,822 min | 2       | 1:36,570 min  | 4             | ausgeschieden | ausgeschieden | ausgeschieden          | ausgeschieden | 15     |
| Ikue Teshigawara                                          | 500 m          | 47,354 s     | 1       | 52,693 s      | 3             | 45,736 s      | 3             | B-Finale: 46,889 s     | 4             | 6      |
| Ikue Teshigawara                                          | 1000 m         | 1:35,964 min | 1       | 1:38,446 min  | 2             | 1:35,266 min  | 3             | B-Finale: 1:37,693 min | 2             | 5      |
| Ayako Tsubaki                                             | 500 m          | 46,950 s     | 4       | ausgeschieden | ausgeschieden | ausgeschieden | ausgeschieden | ausgeschieden          | ausgeschieden | 25     |
| Ikue Teshigawara Chikage Tanaka Nobuko Yamada Sachi Ozawa | 3000 m Staffel | –            | –       | –             | –             | 4:24,087 min  | 1             | 4:30,612 min           | 4             | 4      |
| Männer                                                    |                |              |         |               |               |               |               |                        |               |        |
| Takafumi Nishitani                                        | 500 m          | 43,348 s     | 2       | 42,980 s      | 2             | 42,756 s      | 1             | 42,862 s               | 1             | Gold   |
| Naoya Tamura                                              | 1000 m         | 1:31,168 min | 1       | 1:29,509 min  | 1             | 1:42,908 min  | 4             | B-Finale: 1:32,927 min | 1             | 5      |
| Satoru Terao                                              | 500 m          | 42,948 s     | 1       | 1:05,470 min  | 4             | ausgeschieden | ausgeschieden | ausgeschieden          | ausgeschieden | 13     |
| Satoru Terao                                              | 1000 m         | 1:35,323 min | 2       | 1:29,398 min  | 1             | 1:32,636 min  | 5             | ausgeschieden          | ausgeschieden | 9      |
| Hitoshi Uematsu                                           | 500 m          | 43,428 s     | 2       | 43,657 s      | 2             | 43,697 s      | 1             | 43,713 s               | 3             | Bronze |
| Hitoshi Uematsu                                           | 1000 m         | 1:30,466 min | 1       | DQ            | DQ            | ausgeschieden | ausgeschieden | ausgeschieden          | ausgeschieden | 15     |
| Satoru Terao Naoya Tamura Takehiro Kodera Yugo Shinohara  | 5000 m Staffel | –            | –       | –             | –             | 7:17,223 min  | 4             | B-Finale: 7:01,660 min | 1             | 5      |

### Ski Alpin
| Athleten           | Wettbewerbe        | 1. Lauf     | 1. Lauf | 2. Lauf     | 2. Lauf | Gesamt      | Gesamt |
| Athleten           | Wettbewerbe        | Zeit        | Rang    | Zeit        | Rang    | Zeit        | Rang   |
| ------------------ | ------------------ | ----------- | ------- | ----------- | ------- | ----------- | ------ |
| Frauen             |                    |             |         |             |         |             |        |
| Noriyo Hiroi       | Riesenslalom       | DNF         | DNF     | DNF         | DNF     | DNF         | DNF    |
| Noriyo Hiroi       | Slalom             | DNF         | DNF     | DNF         | DNF     | DNF         | DNF    |
| Kazuko Ikeda       | Riesenslalom       | 1:23,06 min | 23      | 1:37,65 min | 28      | 3:00,71 min | 25     |
| Kazuko Ikeda       | Slalom             | 47,88 s     | 20      | 49,41 s     | 19      | 1:37,29 min | 17     |
| Kumiko Kashiwagi   | Riesenslalom       | 1:26,33 min | 31      | 1:35,58 min | 18      | 3:01,91 min | 27     |
| Kumiko Kashiwagi   | Slalom             | 49,63 s     | 32      | 50,83 s     | 24      | 1:40,46 min | 24     |
| Kumiko Kashiwagi   | Super-G            | –           | –       | –           | –       | 1:21,89 min | 36     |
| Junko Yamakawa     | Alpine Kombination | 1:34,98 min | 24      | 1:15,38 min | 12      | 2:50,36 min | 16     |
| Junko Yamakawa     | Riesenslalom       | 1:24,93 min | 28      | 1:39,02 min | 30      | 3:03,95 min | 29     |
| Junko Yamakawa     | Slalom             | 48,76 s     | 30      | 49,34 s     | 18      | 1:38,10 min | 20     |
| Männer             |                    |             |         |             |         |             |        |
| Gaku Hirasawa      | Slalom             | 57,74 s     | 24      | 57,50 s     | 20      | 1:55,24 min | 20     |
| Takuya Ishioka     | Riesenslalom       | 1:26,16 min | 38      | 1:23,35 min | 30      | 2:49,51 min | 29     |
| Takuya Ishioka     | Slalom             | 58,85 s     | 28      | 56,84 s     | 17      | 1:55,69 min | 21     |
| Kiminobu Kimura    | Riesenslalom       | 1:25,02 min | 30      | 1:21,33 min | 23      | 2:46,35 min | 25     |
| Kiminobu Kimura    | Slalom             | 56,53 s     | 10      | 55,62 s     | 12      | 1:52,15 min | 13     |
| Kentarō Minagawa   | Riesenslalom       | DNF         | DNF     | DNF         | DNF     | DNF         | DNF    |
| Kentarō Minagawa   | Slalom             | DNF         | DNF     | DNF         | DNF     | DNF         | DNF    |
| Yasuyuki Takishita | Abfahrt            | –           | –       | –           | –       | DNF         | DNF    |
| Yasuyuki Takishita | Alpine Kombination | DNF         | DNF     | DNF         | DNF     | DNF         | DNF    |
| Yasuyuki Takishita | Super-G            | –           | –       | –           | –       | 1:38,39 min | 27     |
| Tsuyoshi Tomii     | Abfahrt            | –           | –       | –           | –       | 1:52,62 min | 17     |
| Tsuyoshi Tomii     | Super-G            | –           | –       | –           | –       | 1:37,86 min | 24     |

### Skilanglauf
| Athleten                                                           | Wettbewerbe               | Zeit        | Rang |
| ------------------------------------------------------------------ | ------------------------- | ----------- | ---- |
| Frauen                                                             |                           |             |      |
| Fumiko Aoki                                                        | 5 km Klassisch            | 19:04,8 min | 31   |
| Fumiko Aoki                                                        | 10 km Freistil Verfolgung | 49:27,9 min | 29   |
| Fumiko Aoki                                                        | 15 km Klassisch           | 51:53,7 min | 37   |
| Midori Furusawa                                                    | 30 km Freistil            | 1:33:16,2 h | 38   |
| Tomomi Ōtaka                                                       | 5 km Klassisch            | 19:28,8 min | 46   |
| Tomomi Ōtaka                                                       | 10 km Freistil Verfolgung | 50:59,7 min | 48   |
| Tomomi Ōtaka                                                       | 30 km Freistil            | DNS         | DNS  |
| Emiko Sato                                                         | 15 km Klassisch           | 54:11,1 min | 54   |
| Kumiko Yokoyama                                                    | 5 km Klassisch            | 19:34,5 min | 50   |
| Kumiko Yokoyama                                                    | 10 km Freistil Verfolgung | 50:44,5 min | 46   |
| Kumiko Yokoyama                                                    | 15 km Klassisch           | 51:48,7 min | 34   |
| Kumiko Yokoyama                                                    | 30 km Freistil            | 1:33:19,7 h | 39   |
| Sumiko Yokoyama                                                    | 5 km Klassisch            | 18:55,1 min | 25   |
| Sumiko Yokoyama                                                    | 10 km Freistil Verfolgung | 48:41,3 min | 25   |
| Sumiko Yokoyama                                                    | 15 km Klassisch           | 50:55,3 min | 24   |
| Sumiko Yokoyama                                                    | 30 km Freistil            | 1:32:04,3 h | 34   |
| Tomomi Ōtaka Sumiko Yokoyama Fumiko Aoki Kumiko Yokoyama           | 4 × 5 km Staffel          | 58:22,8 min | 10   |
| Männer                                                             |                           |             |      |
| Katsuhito Ebisawa                                                  | 10 km Klassisch           | 29:30,0 min | 34   |
| Katsuhito Ebisawa                                                  | 15 km Freistil Verfolgung | 1:10:10,0 h | 21   |
| Katsuhito Ebisawa                                                  | 30 km Klassisch           | 1:40:48,0 h | 27   |
| Katsuhito Ebisawa                                                  | 50 km Freistil            | 2:18:52,5 h | 39   |
| Mitsuo Horigome                                                    | 10 km Klassisch           | 29:44,8 min | 36   |
| Mitsuo Horigome                                                    | 15 km Freistil Verfolgung | 1:10:11,9 h | 22   |
| Mitsuo Horigome                                                    | 50 km Freistil            | 2:17:09,2 h | 32   |
| Hiroyuki Imai                                                      | 10 km Klassisch           | 28:51,5 min | 19   |
| Hiroyuki Imai                                                      | 15 km Freistil Verfolgung | 1:10:55,5 h | 28   |
| Hiroyuki Imai                                                      | 30 km Klassisch           | 1:40:40,9 h | 24   |
| Hiroyuki Imai                                                      | 50 km Freistil            | 2:16:49,5 h | 30   |
| Masaaki Kōzu                                                       | 10 km Klassisch           | 29:23,1 min | 29   |
| Masaaki Kōzu                                                       | 15 km Freistil Verfolgung | 1:10:24,0 h | 24   |
| Masaaki Kōzu                                                       | 30 km Klassisch           | 1:48:15,3 h | 56   |
| Kazutoshi Nagahama                                                 | 30 km Klassisch           | 1:42:58,7 h | 42   |
| Kazutoshi Nagahama                                                 | 50 km Freistil            | 2:17:24,4 h | 33   |
| Katsuhito Ebisawa Hiroyuki Imai Mitsuo Horigome Kazutoshi Nagahama | 4 × 10 km Staffel         | 1:43:06,7 h | 7    |

### Skispringen
| Athleten                                                     | Wettbewerb             | 1. Durchgang | 1. Durchgang | 1. Durchgang | 2. Durchgang  | 2. Durchgang  | 2. Durchgang  | Gesamt        | Gesamt        |
| Athleten                                                     | Wettbewerb             | Weite        | Punkte       | Rang         | Weite         | Punkte        | Rang          | Punkte        | Rang          |
| ------------------------------------------------------------ | ---------------------- | ------------ | ------------ | ------------ | ------------- | ------------- | ------------- | ------------- | ------------- |
| Männer                                                       |                        |              |              |              |               |               |               |               |               |
| Kazuyoshi Funaki                                             | Normalschanze          | 87,5 m       | 114,0        | 4            | 90,5 m        | 119,5         | 2             | 233,5         | Silber        |
| Kazuyoshi Funaki                                             | Großschanze            | 126,0 m      | 129,8        | 4            | 132,5 m       | 142,5         | 1             | 272,3         | Gold          |
| Masahiko Harada                                              | Normalschanze          | 91,5 m       | 121,0        | 1            | 84,5 m        | 107,5         | 8             | 228,5         | 5             |
| Masahiko Harada                                              | Großschanze            | 120,0 m      | 117,0        | 6            | 136,0 m       | 141,3         | 2             | 258,3         | Bronze        |
| Noriaki Kasai                                                | Normalschanze          | 87,5 m       | 113,5        | 5            | 84,5 m        | 108,0         | 7             | 221,5         | 7             |
| Takanobu Okabe                                               | Großschanze            | 130,0 m      | 134,0        | 2            | 119,5 m       | 116,1         | 17            | 250,1         | 6             |
| Hiroya Saitō                                                 | Normalschanze          | 86,5 m       | 110,5        | 7            | 83,0 m        | 103,0         | 14            | 213,5         | 9             |
| Hiroya Saitō                                                 | Großschanze            | 100,0 m      | 79,5         | 47           | ausgeschieden | ausgeschieden | ausgeschieden | ausgeschieden | ausgeschieden |
| Takanobu Okabe Hiroya Saitō Masahiko Harada Kazuyoshi Funaki | Großschanze Mannschaft | 449,5 m      | 397,1        | 4            | 523,0 m       | 535,9         | 1             | 933,0         | Gold          |

### Snowboard
| Athleten          | Wettbewerbe | Qualifikation | Qualifikation | Qualifikation | Qualifikation | Finale        | Finale        | Finale        | Finale        | Finale        | Rang |
| Athleten          | Wettbewerbe | Lauf 1        | Lauf 1        | Lauf 2        | Lauf 2        | Lauf 1        | Lauf 1        | Lauf 2        | Lauf 2        | Gesamt        | Rang |
| Athleten          | Wettbewerbe | Punkte        | Rang          | Punkte        | Rang          | Punkte        | Rang          | Punkte        | Rang          | Punkte        | Rang |
| ----------------- | ----------- | ------------- | ------------- | ------------- | ------------- | ------------- | ------------- | ------------- | ------------- | ------------- | ---- |
| Frauen            |             |               |               |               |               |               |               |               |               |               |      |
| Kaori Takeyama    | Halfpipe    | 23,5          | 23            | 22,7          | 18            | ausgeschieden | ausgeschieden | ausgeschieden | ausgeschieden | ausgeschieden | 22   |
| Yuri Yoshikawa    | Halfpipe    | 25,6          | 20            | 24,9          | 16            | ausgeschieden | ausgeschieden | ausgeschieden | ausgeschieden | ausgeschieden | 20   |
| Männer            |             |               |               |               |               |               |               |               |               |               |      |
| Takamasa Imai     | Halfpipe    | 24,4          | 35            | 24,4          | 28            | ausgeschieden | ausgeschieden | ausgeschieden | ausgeschieden | ausgeschieden | 36   |
| Takashi Nishida   | Halfpipe    | 32,2          | 28            | 33,4          | 20            | ausgeschieden | ausgeschieden | ausgeschieden | ausgeschieden | ausgeschieden | 28   |
| Makoto Takagaki   | Halfpipe    | 34,6          | 20            | 32,2          | 22            | ausgeschieden | ausgeschieden | ausgeschieden | ausgeschieden | ausgeschieden | 30   |
| Shinichi Watanabe | Halfpipe    | 35,7          | 15            | 29,1          | 26            | ausgeschieden | ausgeschieden | ausgeschieden | ausgeschieden | ausgeschieden | 34   |

| Athleten        | Wettbewerbe  | Lauf 1      | Lauf 1 | Lauf 2      | Lauf 2 | Gesamt      | Gesamt |
| Athleten        | Wettbewerbe  | Zeit        | Rang   | Zeit        | Rang   | Zeit        | Rang   |
| --------------- | ------------ | ----------- | ------ | ----------- | ------ | ----------- | ------ |
| Frauen          |              |             |        |             |        |             |        |
| Shinobu Ueshima | Riesenslalom | 1:16,88 min | 14     | 1:11,17 min | 16     | 2:28,05 min | 15     |